# Baitullah Mehsud
Baitullah Mehsud (tiếng Pasto: بیت اللہ محسود; Urdu: بیت اللہ محسود; khoảng 1974 – 23 tháng 8 năm 2009) là một phiến quân dẫn đầu ở Waziristan, Pakistan, và là lãnh tụ của nhóm yểm hộ Taliban, Tehrik-i-Taliban Pakistan, do ông thành lập từ đồng minh gồm khoảng năm nhóm thân Taliban vào tháng 12 năm 2007. Các nhà phân tích quân đội Hoa Kỳ đoán chứng ông đã chỉ huy lên tới 5.000 phiến quân và đứng đằng sau một loạt các vụ tấn công khủng bố tự sát tại Pakistan kể cả vụ ám sát Benazir Bhutto, cựu nữ thủ tướng Pakistan.
Chỉ mới ngoài 30 tuổi nhưng Mehsud tạo dựng được thanh thế nhờ có liên hệ chặt chẽ với al-Qaeda, theo các phân tích gia tình báo. Mehsud và các phụ tá của ông ta kiểm soát một khu vực rộng lớn trong vùng sinh sống của bộ tộc thiểu số dọc theo biên giới Afghanistan, một nơi có tin đồn là lãnh tụ al-Qaeda Osama bin Laden cũng đang ẩn náu. Pakistan coi Mehsud là mối đe dọa hàng đầu và tiến hành các cuộc hành quân lớn đánh vào khu vực do ông ta kiểm soát. Tin tình báo nói rằng al-Qaeda cung cấp tiền bạc và cố vấn cho Mehsud, để ông ta có thể mở ra các cuộc tấn công tự sát khắp Pakistan.
Ngày 31 tháng 3 năm 2009, Mehsud lên tiếng nhận trách nhiệm về cuộc tấn công vào học viện cảnh sát ở thành phố Lahore nằm về phía Đông Pakistan, nói rằng để trả thù cho các cuộc tấn công bằng hỏa tiễn của Hoa Kỳ trước đó vào khu vực ẩn náu của phiến quân dọc theo biên giới Afghanistan. Mehsud cũng đe dọa sẽ mở cuộc tấn công tại thủ đô Washington hay ngay cả vào Nhà Trắng trong cuộc phỏng vấn dành cho giới truyền thông địa phương và quốc tế. Tuy nhiên Cục Điều tra Liên bang nói rằng Mehsud từng đưa ra những lời đe dọa tương tự trong quá khứ và hiện không có chỉ dấu gì cho thấy sẽ có hành động nào sắp xảy ra.
Mehsud bị nghi là đứng sau vụ 10 người trong một tổ khủng bố bị bắt ở Baracelona vào tháng 1 năm 2008 vì dự mưu mở cuộc tấn công tự sát ở Tây Ban Nha. Cho đến tháng 4 năm 2009, Chính phủ Hoa Kỳ treo giải 5 triệu Mỹ kim cho ai cung cấp tin tức bắt được hay hạ sát Mehsud. Chính quyền trước đây ở Pakistan và giới chức CIA cho rằng Mehsud là kẻ chủ mưu vụ tấn công tự sát vào tháng 12 năm 2007 làm thiệt mạng cựu nữ thủ tướng Pakistan, Benazir Bhutto.
Ngày 1 tháng 4 năm 2009, một máy bay không người lái nghi của Hoa Kỳ bắn hai hỏa tiễn vào nơi được coi là có liên hệ với Mehsud, làm thiệt mạng 12 người và làm bị thương một số người khác. Theo một viên chức tình báo địa phương, khu nhà bị tấn công nằm trong một vùng hẻo lánh thuộc khu vực sinh sống của bộ tộc Orakzail gần biên giới Afghanistan, do một cấp chỉ huy thuộc lực lượng của Mehsud điều hành.
Các giới chức tình báo Pakistan và Hoa Kỳ lúc đầu nói Mehsud, vợ ông và người bảo vệ bị giết khi Cơ quan Tình báo Trung ương Hoa Kỳ mở ra cuộc tấn công bằng hỏa tiễn bắn đi từ phi cơ không người lái ngày 5 tháng 8 năm 2009, tại nhà cha vợ trong vùng sinh sống của bộ tộc ở Pakistan, tại khu Zangar của Nam Waziristan. "Tôi xác nhận rằng Baitullah Mehsud và vợ của ông đã chết trong cuộc tấn công hỏa tiễn của Mỹ tại Nam Waziristan," một cấp chỉ huy Taliban, Kafayat Ullah, cho báo chí biết. Sau đó chỉ huy Taliban Hakimullah Mehsud phủ nhận lời tuyên bố và nói Mehsud trong tình trạng tốt. Ngày 25 tháng 8 năm 2009, Hakimullah Mehsud và Wali-ur-Rehman gọi điện đến BBC để báo Mehsud đã chết ngày 23 tháng 8 năm 2009, vì viết thương trong vụ tấn công ngày 5 tháng 8. Đài BBC nhận được một cuốn băng cho thấy thi hài của Mehsud ngày 30 tháng 9. Các cấp chỉ huy Taliban sau đó họp để quyết định ai sẽ là người thay thế Mehsud, theo các nguồn tin tình báo và quân sự.
Cái chết của Mehsud sẽ là một thắng lợi lớn cho các nỗ lực của Pakistan và Hoa Kỳ nhằm tiêu diệt thành phần al-Qaeda và Taliban, tuy nhiên điều này chưa hẳn là một đòn có thể đánh gục Taliban ở Pakistan. Mehsud có những phụ tá có thể sẵn sàng thay thế ông ta. Theo ba giới chức tình báo Pakistan, người có nhiều khả năng nhất để thay thế Mehsud có thể là chỉ huy phó của ông ta, Hakim Ullah, một cấp chỉ huy nổi tiếng vì tuyển mộ và huấn luyện các tay khủng bố tự sát. Hai người khác có thể được đưa lên thay thế là Azmat Ullah và Waliur Rehman, cũng là những phụ tá thân cận của Mehsud. Liệu nhân vật chỉ huy mới có khả năng gây ra nhiều tàn phá và chết chóc như Mehsud hay không còn tùy thuộc phần lớn vào việc quân đội Pakistan sẽ tạo áp lực như thế nào lên thành phần Taliban, đặc biệt là trong vùng Nam Waziristan. Khu vực núi non này nằm sát biên giới Afghanistan và các bộ tộc thiểu số nơi đây được võ trang hùng hậu, kháng cự mọi hình thức can thiệp từ bên ngoài. Bộ tộc Pastun, bộ tộc thường được Taliban tuyển mộ, nằm ở cả hai bên biên giới.